# Harvard Mark I

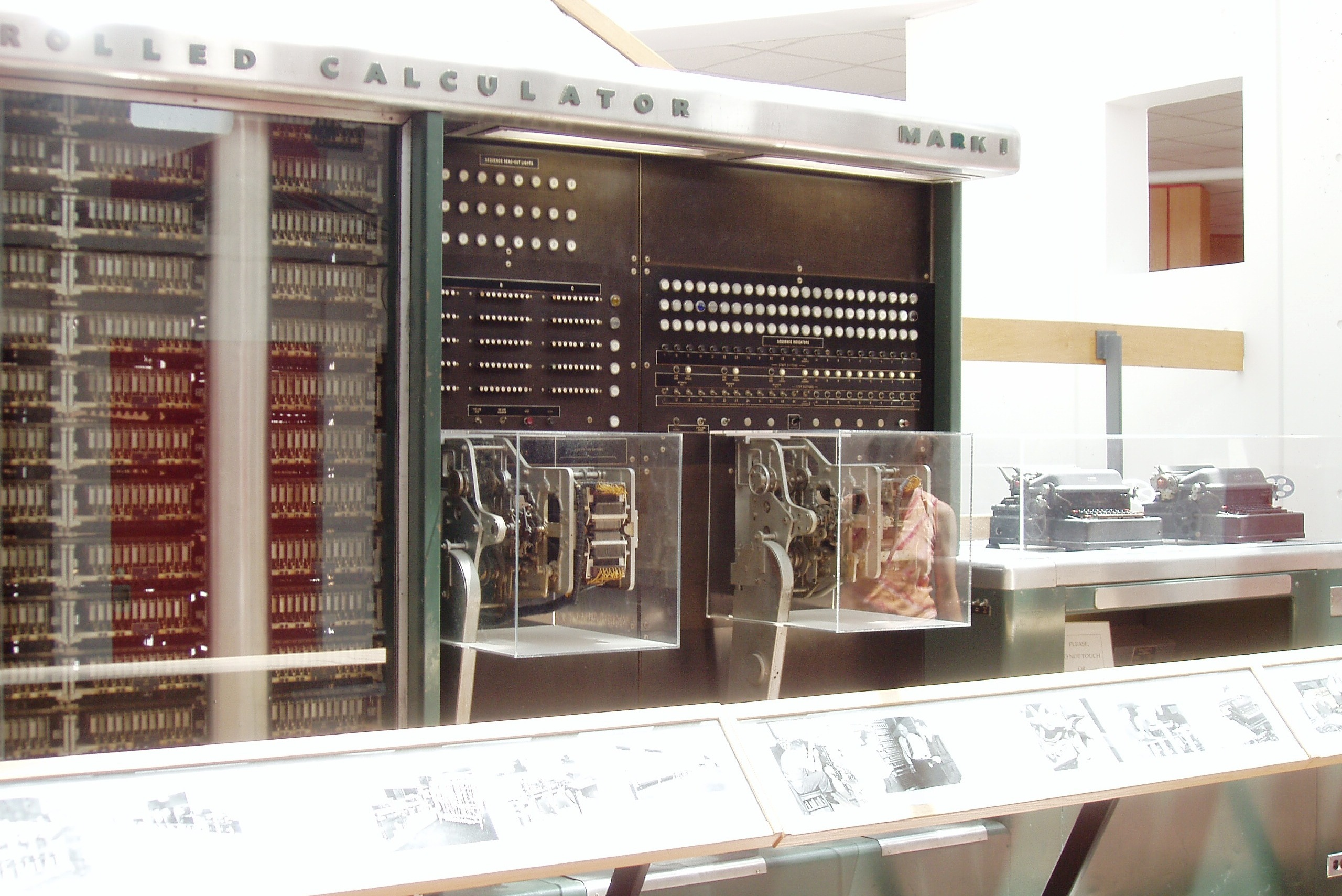
högra delen med läsare och skrivare

Harvard Mark I, IBM Automatic Sequence Controlled Calculator (ASCC), var en elektromekanisk dator som användes i slutet av andra världskriget. Den byggdes 1943–1944 av IBM och utvecklades av Howard Aiken på Harvard tillsammans med IBM-ingenjörer. Med stöd från Grace Hopper och finansiering från IBM, som då tillverkade mekaniska räknemaskiner, färdigställdes denna maskin 1944. Mark I räknade ut matematiska tabeller och användes av den amerikanska militären för ballistiska beräkningar. Det första programmet som användes på datorn var för Manhattanprojektet då John von Neumann beräknade implosionskonceptet för den första plutoniumbomben som fälldes över Nagasaki.
Aiken utvecklade därefter andra modeller. 1947 följde Harvard Mark II. Nästa modell, Harvard Mark III använde vissa elektronikkomponenter, och Mark IV var helt elektronisk. Mark III och IV hade trumminne och Mark IV hade dessutom kärnminne.